# Syn Godzilli
Syn Godzilli (jap. 怪獣島の決戦 ゴジラの息子 Kaijū-tō no kessen: Gojira no musuko) – japoński film typu kaijū z 1967 roku w reżyserii Juna Fukudy. Ósmy film z serii o Godzilli.

## Fabuła
Na odludnej wyspie Sollgel mieszczącej się na Pacyfiku, zespół naukowców pod przewodnictwem profesora Kusumiego próbuje dokonać eksperymentu zmieniającego pogodę. Akcję sponsoruje ONZ licząc, że sukces eksperymentu przyczyni się do upraw jedzenia na niesprzyjającym klimacie i tym samym rozwiąże problem głodu na świecie.
Pewnego dnia na wyspę trafia spadochroniarz. Intruz przedstawia się jako dziennikarz śledczy Gorō Maki, który planował zrobić reportaż na temat eksperymentu. Naukowcy są wzburzeni, jako że eksperyment jest ściśle tajny, ale pozwalają Makiemu zostać na wyspie pod warunkiem, że pomoże gotować, sprzątać i działać jako fotograf zespołu. Nocą stację badawczą nawiedzają 2-metrowe modliszki grasujące w dżungli. W miarę upływu dni Gorō dostrzega piękną dzikuskę pływającą w jeziorku, kiedy próbuje ją sfotografować, ta szybko zanurza się pod wodą i znika. Naukowcy nie wierzą w jego rewelację.
Następnego dnia testuje się urządzenie do kontroli pogody celem obniżenia temperatury. Jednak dzieje się na odwrót i powoduje eksplozję balona z radioaktywną kapsułą. Temperatura wzrasta do 70 stopni i zaczyna się burza. Powoduje to, że jeden z naukowców, Furukawa nie mogąc znieść pobytu na wyspie doświadcza załamania nerwowego. Gdy pogoda uspokaja się prof. Kusumi i Gorō idą na rozpoznanie terenu, widzą gigantyczne modliszki nazwane przez Gorō Kamacuras. Są to 2-metrowe modliszki, które urosły z powodu promieniowania i upału.
Wkrótce Kamacuras wydobywają gigantyczne jajo, z którego wykluwa się gadziątko. Wkrótce na wyspę przybywa Godzilla, który zdaje się być rodzicem gadziątka i zabija dwa Kamacuras, pozwalają uciec ostatniemu. Tajemnicza dzikuska zaprzyjaźnia się z synem Godzilli. W końcu Gorō wpada na jej trop i znajduje ją w jaskini. Dziewczyna nazywa się Saeko Matsumiya, która była córką zmarłego 7 lat temu Tadashiego Matsumiyi, archeologa który ukrywał się na wyspie Solgell po porażce Japonii podczas II wojny światowej. Saeko zaznajamia się z naukowcami, którzy przeprowadzają się do jej jaskini po tym jak ich obóz badawczy uległ zniszczeniu podczas pochodu Godzilli.
Rezydentów jaskini ogarnia gorączka, którą wyleczyć może ciepła woda z dolinie Kumongi nazwanej od żyjącego tam gigantycznego pająka. Udający się tam Gorō i Saeko obserwują Godzillę ze swym potomkiem. Potwór jest dość surowym, a nawet wyrodnym rodzicem. Następnego dnia Saeko w poszukiwaniu ziół natrafia się na Kamacuras. Ucieka przed owadem, dopóki do akcji nie włącza się mały Godzilla. Jednak ten przypadkowo wybudza Kumongę. Saeko i Gorō uciekają przed Kumongą do jaskini, gdzie radiooperator Fujisaki kontaktuje się z ONZ, by przysłało podwodną łódź ratunkową. Wszyscy czując, że mogą nie przeżyć do tego czasu, postanawiają ponowić eksperyment w celu zamrożenia potworów.
Kumonga próbuje pożreć wszystkich przebywających w jaskini. Syn Godzilli próbuje pomóc Saeko, lecz wpada w sieć Kumongi. Pająk po zabiciu jadem Kamacuras chce zrobić to samo z malcem. Godzilla zbudzony wołaniem o pomoc potomka rusza mu na ratunek. Eksperyment naukowy okazuje się sukcesem i spada śnieg. Widząc walkę Godzilli z Kumongą, naukowcy, Gorō i Saeko widzą okazję do ucieczki na pontonie. Godzilla i jego syn zabijają Kumongę. Godzilla chce opuścić wyspę, jednak gdy widzi, że jego dziecko przewraca się w śniegu decyduje się, by razem zapaść w stan hibernacji. Rezydenci wyspy Solgell zaś zostają ocaleni przez ONZ-owską łódź podwodną.

## Obsada
- Akira Kubo – Gorō Maki
- Bibari Maeda – Saeko Matsumiya
- Tadao Takashima – prof. Tsunezō Kusumi
- Akihiko Hirata – radiooperator Fujisaki
- Yoshio Tsuchiya – Furukawa
- Kenji Sahara – Morio
- Kenichiro Maruyama – Ozawa
- Seishiro Kuno – Tashiro
- Yasuhiko Saijo – Suzuki
- Hiroshi Sekita – Godzilla
- Seiji Ōnaka – Godzilla
- Haruo Nakajima – Godzilla (sceny wodne)
- „Little Man” Machan – syn Godzilli

## Produkcja

### Scenariusz
| „Chcieliśmy zrobić nowe podejście. Sądziliśmy, że będzie nieco dziwne, jeśli Godzilla miałby córkę, więc daliśmy mu syna. Skupiliśmy się na relacji między Godzillą a jego synem przez całego Syna Godzilli.” – Jun Fukuda |

Film powstał w odpowiedzi na rosnącą konkurencję ze strony innych japońskich wytwórni tworzących filmy kaijū. Tomoyuki Tanaka wpadł na pomysł, by Godzilla miał dziecko i zlecił scenarzystce Kazue Kibie wokół tego napisać skrypt.
Prototypem Syna Godzilla był projekt 2Tsu no Gojira: Nihon S.O.S.! (jap. 2つのゴジラ：日本S.O.S.ǃ; pol. Dwie Godzille: S.O.S. Japoniiǃ). Akcja miała się dziać na Wyspach Japońskich, a Godzilla i jego niewiele mniejszy potomek, niebieskoskóry Godzilla Junior wspólnie mieli siać zniszczenie. W przeciwieństwie do późniejszych łagodnych wersji syna Godzilii, Godzilla Junior miał stanowić zagrożenie jak jego ojciec. Urządzenie do kontroli pogody, pojawiające się w gotowym filmie, miało za zadanie zatrzymać Godzillę.
W dalszej fazie scenariuszowej, zdecydowano by syn Godzilli był łagodniejszy i nabrał kształtów ludzkiego dziecka. Grupą docelową miały być młode pary, które w tamtym czasie były znaczącą grupą odbiorców w japońskich kinach, a wedle Tanaki dziewczynom spodobałby się uroczy dziecięcy potwór.

### Casting
Fukuda zdecydował się zatrudnić Tadao Takashimę, na przekór jego karierze aktora komediowego, w roli poważnego profesora Kusumiego. 37-letni Takashima został ucharakteryzowany na znacznie starszego niż w rzeczywistości. W roli Saeko zagrała początkująca aktorka Bibari Maeda, dla której była to czwarta rola filmowa. W rolach drugoplanowych wystąpili etatowi aktorzy filmów kaijū, m.in. Akihiko Hirata, Yoshio Tsuchiya, Kenji Sahara.
Jest to pierwszy film, w którym Godzillę grał ktoś inny niż Haruo Nakajima. Kostium został stworzony jako większy w stosunku poprzednich filmów, jako że Godzilla miał być wyższy od swego syna i był niepraktyczny dla Nakajimy i ograniczył się do zagrania dwóch scen wodnych. W rolę Godzilli wcielił się wyższy od niego japoński baseballista Seiji Ōnaka:

Kostium był tak ciężki, że myślałem, że umrę… pierwszy raz w środku był trudnym doświadczeniem. W moim przypadku, miałem mówić takie rzeczy jak „synu, chodź tutaj, tam jest niebezpiecznie” lub „Tak się strzela radioaktywnym promieniem”. To była naprawdę ciężka praca, ale wynagrodzenie było bardzo dobre. Zazwyczaj pensja aktorów kaskaderskich wynosiła 20 tys. jenów miesięcznie plus 800 jenów dziennie za każdy dzień zdjęć. Ale gdybyś mógł dostać się do Godzilli, mógłbyś zarobić nawet osiem razy więcej.

Rolę syna Godzilli otrzymał karłowaty zapaśnik i kaskader „Little Man” Machan ze względu na akrobatyczne umiejętności, niezbędne przy pracy w kostiumie z grubej powłoki.

### Realizacja
Przy Synu Godzilli uczestniczyła ta sama ekipa tworząca Ebirah – potwór z głębin, jako że dotychczasowa ekipa tworząca filmy z Godzillą (Ishirō Honda, Eiji Tsuburaya i Akira Ifukube) została zatrudniona do pracy przy bardziej priorytetowej Ucieczce King Konga. I tak jak Ebirah – potwór z głębin film miał obniżony budżet i z tego powodu umiejscowiony na wyspie.
Zdjęcia kręcono na Terytorium Guamu oraz w Japonii (Gotenba, jezioro Yamana, Pięć Jezior Fudżi, Oshima).

### Efekty specjalne
Był to pierwszy film, w którym Sadamasa Arikawa został oficjalnie wymieniony jako reżyser efektów specjalnych, chociaż otrzymał nadzór od Tsuburayi, kiedy ten był dostępny.
Kostium Godzilli miał nadać bardziej mu „ojcowski” wygląd. Twarz jego syna była oparta na tej Chibity z mangi Osomatsu-kun. Za projekt Kumongi odpowiedzialny był Yasuyuki Inoue. Kostiumy Godzilli i jego syna oraz marionetkę Kumongi wykonali Teizō Toshimitsu i Yasuei Yagi, a marionetki Kamacuras wykonał Nobuyuki Yasumaru. Dodatkowo wykonano 60-centymetrowy model przedstawiający nowonarodzonego syna Godzilli.
Marionetki Kamacurasów zostały zbudowane z twardej gąbki i materiału typowego dla mat do kąpieli. W sumie wykonano dziewięć rekwizytów Kamacurasów: trzy duże, trzy średnie i trzy małe, w celu zapewnienia bardziej zróżnicowanej perspektywy potworów w różnych ujęciach. Dwa średnie i małe rekwizyty Kamacuras zostały faktycznie spalone podczas kręcenia, aby zobrazować dwa Kamacurasy spalane przez atomowy oddech Godzilli. W oczach rekwizytów Kamacurasów zainstalowano elektroniczne światła, które pozwoliły im świecić podczas nocnych scen. Pełnowymiarowe modele nóg Kamacurasów i Kumongi zostały skonstruowany na potrzeby scen potworów atakujących ludzkie postacie.
Oryginalna marionetka Kumongi mierzyła ok. 5 metrów. Prawie 20 osób było potrzebnych do obsługi strun fortepianowych sterujących marionetkami z belki nad planem filmowym, gdzie byli wystawieni na intensywne ciepło lamp studyjnych, które podobno powodowało, że ich pot spływał na plan jak deszcz. Wymagało to zaangażowania praktycznie całej ekipy filmowej w prace związane z kablami, z wyjątkiem reżyserów i aktorów. Aby nakręcić kulminacyjną bitwę potworów w filmie, potrzeba było dwóch dni, a reżyser efektów specjalnych Arikawa zauważył, że twórcy filmu bardzo zmagali się z okablowaniem dla Kumonga i napotkali wiele trudności. Jednak Arikawa był pod wrażeniem końcowego efektu na filmie i był zadowolony z dobrej oceny marionetek stawonogów wśród widowni. Podobnie jak jedwab larwy Mothry, sieć Kumongi została stworzona przy użyciu gumy rozpuszczonej w rozcieńczalniku i rozpylonej przez mechanizm w ustach rekwizytu.
Do scen wodnych wykorzystano kostium Godzilli z Inwazji potworów i Ebiraha – potwora z głębin. Grający w nich Nakajima był zanurzony w basenie, wisząc na uchwycie szynowego wózka fotograficznego, który był przymocowany przy pomocy drutu do ciężarówki z napędem na cztery koła. Jego prędkość i przyczepność zapewniały potężne fale, gdy Nakajima był ciągnięty. Ponieważ nie słyszał sygnału, lina zawiązana wokół jego nogi była ciągnięta, aby ostrzec go, gdy kamera zacznie kręcić. Było to trudne ryzykowne, gdyż ustnik służący do oddychania miał tendencję do wyślizgiwania się i mogło zakończyć się potencjalną śmiercią aktora. W połowie produkcji Seiji Ōnaka połamał sobie palce u rąk, więc Eiji Tsuburaya zatrudnił Hiroshiego Sekitę, który, także wyższy od Nakajimy, zagrał Godzillę w większości scen.
Machan miał trudności z poruszaniem się w kostiumie ze względu na kształt ciała. To spowodowało, że aktor chodził chwiejnym krokiem i nie był w stanie samodzielnie wstać, gdy przewracał się w kostiumie. Sadamasa Arikawa był jednak zadowolony z tego efektu, uważając że występ Machana doskonale uosabia małe dziecko. Początkowo Arikawa chciał, aby atomowy oddech syna Godzilli zakrzywiał się pionowo w powietrzu jak shuriken, ale Eiji Tsuburaya poradził mu, aby zamiast tego potwór wypuszczał pierścienie dymu. Animacja efektów syna Godzilli strzelającego inspirowanym shurikenem promieniem ciepła w Kamacurasa została ukończona, ale ostatecznie nie była używana.
Na tym etapie produkcji syn Godzilli nie został jeszcze nazwany, a także w samym filmie jego imię nie pojawiło się ani razu. W trakcie kampanii reklamowej urządziło konkurs na nadanie imienia potwora. Z 8211 aplikacji najczęściej pojawiało się Minira (ang. Minya lub Minilla) i to imię zostało nadane synowi Godzilli podczas oficjalnej ceremonii nadania imienia na planie filmu.
Ekipa od efektów specjalnych miała problemy z ostatnią sekwencją. Arikawa wspominał, że na początku użyto styropianu jako śniegu, ale przyklejał się do kostiumów potworów i źle to wyglądało. Wobec zaczęto eksperymentować z innymi materiałami: „Wosk parafinowy można roztopić w wysokiej temperaturze, a rozgrzany bardzo szybko zniknie. Jak założysz go na gumowy kostium, najpierw będzie biały, a potem spłynie jak woda. (...) W każdym razie spróbowaliśmy go raz, ale ponieważ nie było wystarczającego budżetu, a materiały były drogie, użyliśmy go tylko na górne partie potworów”. Sekwencja ta była także ostatnią nakręconą przez Arikawę w obawie o utratę czasu przez czyszczenie kostiumów. Oryginalne zakończenie, gdzie Godzilla zostawia Minyę na zamrożonej wyspie Sollgel i przed udaniem się na brzeg zawraca, zostało wycięte w montażu, by uczynić Godzillę bardziej sympatycznym oraz przyspieszyć tempo.

### Muzyka
Tak jak w poprzednim filmie z Godzillą kompozytorem był Masaru Satō: „Moim celem było sprawienie, by Godzilla i jego syn byli jak ludzie i okazywali sobie wzajemne uczucie. Próbowałem wymyślić coś nieoczekiwanego dla publiczności. Godzilla nie może grać aktorsko, prawda? Dlatego musiałem wyrazić jego uczucia poprzez muzykę. To było trochę przesadzone, ale trzeba było wyrazić ich uczucia… Zawsze traktowałem Godzillę i syna jak przyjaciół.”

### Postprodukcja
Tōhō zleciło na rynek międzynarodowy anglojęzyczną wersję Syna Godzilli wykonaną przez studio Frontier Enterprises z Tokio. W anglojęzycznej wersji językowej przeznaczonej na rynek międzynarodowy Saeko, Kamacuras i Kumonga nazywają się Riko, Gimantis i Spiega. Zmiana imienia Saeko najprawdopodobniej wynikała z tego, że Saeko brzmi podobnie do psycho (ang. psychol).

## Odbiór filmu

### Premiera
Premiera kinowa odbyła się 16 grudnia 1967 roku w podwójnym pokazie Kimi ni Shiawase o-senchimentaru bōi. Film wznowiono w 1973 roku w ramach bloku filmowego dla dzieci Toho Champion Festival.
Był to drugi film z Godzillą, który nie otrzymał kinowej premiery w Stanach Zjednoczonych i został wydany bezpośrednio w telewizji w 1969 roku. Dystrybutorem był Waltera Reade Organization oraz na niektórych rynkach American International Pictures. Film w tej wersji został skrócony do 84 minut, usunąwszy prolog, i otrzymał dubbing w reżyserii Petera Fernandeza, pomimo istnienia anglojęzycznej wersji zleconej przez Tōhō na rynek międzynarodowy.
Polska premiera odbyła się w czerwcu 1974 roku.

### Wyniki finansowe
Film zarobił 260 mln jenów przy sprzedanych 2,48 mln biletach. Film wznowiono w japońskich kinach w 1973 roku w ramach bloku filmowego dla dzieci Toho Champion Festival, dodatkowo sprzedając 610 tys. biletów. Film okazał się porażką finansową. Był wówczas najmniej zarabiającym filmem z udziałem Godzilli i kolejnym, któremu nie udało mu się dostać premiery kinowej w Stanach Zjednoczonych.

### Odbiór krytyczny
Syn Godzilli wzbudził kontrowersje, ponieważ Godzilla – zdaniem niektórych – nazbyt się uczłowieczył. Nawet Ishirō Honda, twórca Godzilli i reżyser poprzednich filmów, stwierdził, że trudno byłoby mu ten film wyreżyserować. Także Henry G. Saperstein, amerykański dystrybutor filmów Tōhō i koproducent niektórych z nich, uważał pomysł potomka Godzilla za chybiony i nie pasujący do postaci. Różnie też został odebrany Minya. Jedni uważali go za maskotkę, a inni za jeden z najmniej udanych wytworów wytwórni Tōhō. Wśród niektórych fanów jest uznawany za jeden z najgorszych potworów z filmów z Godzillą. Film ten był uznany za początek obniżającej się jakości serii o Godzilli, co przyczyniło się do zszargania jej reputacji. Film rozpoczął też spekulacje nt. jakiej płci faktycznie może być Godzilla.
Wedle wspomnień polskiej pisarki Aleksandry Ziółkowskiej-Boehm, film się spodobał polskiemu dziennikarzowi Melchiorowi Wańkowiczowi: „Dziewiątego sierpnia, w dzień urodzin Tomusia, wybraliśmy się wszyscy na Syna Godzilli. Bałam się, że [Melchior] będzie poirytowany tego typu filmem. I znów spotkała mnie niespodzianka, obserwowałam, z jakim zainteresowaniem ogląda obraz. Powiedział potem, że tego gatunku nigdy nie widział, ale że zachwyciła go technika wykonania”.
Kostium Godzilli z tego filmu jest uznany za jeden z najgorszych, jeśli nie najgorszy w historii. O ile kostiumy jego i Minyi były krytykowane, tak wykonanie Kumongi i Kamacurasów było oceniane dobrze.

## Dziedzictwo
Syn Godzilli był odpowiedzialny za stworzenie konceptu potomka Godzilli, który stał się kolejnym motywem w serii. W związku z tym Godzilla jest niekiedy żartobliwie przytaczany jako przykład wyrodnego rodzica.
Prawdopodobnie na Minyi był wzorowany Godzooky z animowanej wersji Godzilli z lat 1978–1979, produkcji Hanna-Barbera, ukazany jako siostrzeniec Godzilli. Producent animacji, Joseph Barbera stworzył go w wyniku nacisków NBC złagodzenie treści: „Wymyśliłem więc postać Godzooky’ego, który był jak jego [Godzilli] syn. Program miał rodzaj relacji ojciec-syn, co robiliśmy wcześniej w programach takich jak Augie Piesek i pies Tata i Jonny Quest.” Serial też prawdopodobnie inspirował się Kamacuras i Kumongą przy tworzeniu odcinka pt. Valley of the Giants, gdzie występowały gigantyczne stawonogi, które tak jak w Synu Godzilli osiągały gigantyczny rozmiar poprzez radioaktywną pogodę, zaś głównym antagonistą była gigantyczna czarna wdowa.
Potomek Godzilli pojawił się ponownie w drugiej serii filmowej z Godzillą zwanej Heisei, w postaci Godzilli Juniora, który został cieplej przyjęty przez fandom.
W następnej amerykańskiej wersji Godzilli z 1998 roku pojawia się potomstwo Godzilli spłodzone aseksualnie. Miały wystąpić w niezrealizowanej kontynuacji filmu z 1998 roku, w której stado „nastoletnich Godzill” wychowywane są przez następnego Godzillę w australijskim buszu. W powstałym w zastępstwie serialu animowanym Godzilla ocalałe młode z ostatniego filmu dorosło i stało się głównym bohaterem. W odcinka pt. Web Site pojawiły się zmutowane pająki, dla których Kumonga był jedną z inspiracji.
Minya, Kumonga i Kamacuras pojawili się w filmie Godzilla: Ostatnia wojna z 2004 roku świętującym 50-lecie Godzilli.
W 2020 roku został odkryty w Iranie nowy gatunek pająka z rodziny rozsnuwaczowatych nazwany Scytodes kumonga od Kumongi z powodu podobieństwa ataku jedwabistą cieczą zastygającą w kontakcie z ofiarą.

## Odniesienia w kulturze popularnej
- Fragmenty z tego filmu pojawiły się w reklamie społecznej It Takes A Man To Be A Dad Ad Council i National Fatherhood Initiative z 2003 roku dot. bycia dobrym ojcem. Narrację do reklamy stworzył Tom Selleck[46].
- Pojawiający się w komiksie Top 10(inne języki) saurianin Ernesto Gograh, lider ulicznego gangu Piekielnej Piątki (ang. Fabulous Five) jest parodią potomka Godzilli i Gorgo z Potwora z otchłani[47].
- Minya pojawia się w odcinku serialu anime Urusei Yatsura pt. Taikutsu Shindorōmu! Tomobiki Chō wa Izu ko he!? jako jeden z potworów z sennego wymiaru nawiedzającego rzeczywistość[48]. Z kolei w pełnometrażowym filmie Urusei Yatsura 2: Beautiful Dreamer podczas gorączkowych przygotowań w liceum w Tomobiki-cho do festiwalu biegnie Minya noszący skrzynię[49].
- Minya pojawia się jako jeden z potworów żyjących w Murazji w odcinku serialu anime Sonica X pt. Sonikku tai chitei kaijū[50].
- W odcinku Sanford and Son pt. Sanford and Rising Son Fred chcąc uniknąć kłopotliwych pytań Lamonta opowiada o tym, jak wiele dobrych rzeczy stworzyła Japonia, tym Syna Godzilli i uważa, że Godzilla i Syn to dobry tytuł na serial telewizyjny[51].
- Koncept potomka Godzilli został wyśmiany w odcinku serialu animowanego Simpsonów pt. 101 Mitigations, gdy w video promującym pana Burnsa wyreżyserowanym przez Guillermo del Toro pojawia się małoletni siostrzeniec Godzilli[52].
- Amerykański muzycy hip hopowi Kwite Def i Spice będąc członkami grupy hip hopowej Monsta Island Czars nosili pseudonimy Kamackeris i Spiga[53].
- Portal internetowy Nerdist w 2020 roku stworzył prześmiewczy poradnik filmowy dla rodziców Godzilla’s Guide to Parenting wykorzystujący fragmenty z Syna Godzilli i Rewanżu Godzilli[54].
- Robot KingDan X10 z odcinka serialu anime Mazinger Z pt. Gōsutomajingā shutsugen i potwór zesłany przez Ascot z odcinka serialu anime Wojowniczki z Krainy Marzeń pt. Sutemi no Ferio Sabaku no Koi mają głos Kamacurasa[55][56].
- W polskim tłumaczeniu komiksu Farlige film, z udziałem Myszki Miki i Goofy, w multipleksie Pigmaliona jest grany Powrót wnuka Godzilli[57].